# Bathytoshia lata
O uje-de-cauda-espinhosa (nome científico: Bathytoshia lata) é uma espécie de arraia pertencente à família Dasyatidae. Possui distribuição geográfica no Sul da África, Austrália e Nova Zelândia a partir da zona entremarés na profundidade de 440 m.

## Taxonomia
A espécie foi primeiramente descrita a partir de quatro espécimes coletados em Nova Gales do Sul, em 1898, pelo ictiologista australiano James Douglas Ogilby durante sua expedição científica no arrastão HMCS Thetis, pelo qual a espécie foi nomeada. Este feito foi publicado no ano seguinte, em 1899, na revista científica Memoirs of the Australian Museum.

## Descrição
Sua cauda pode ter o dobro do comprimento do corpo e é uma arma formidável contra potenciais predadores. Espessa na base e mais fina na extremidade, como um chicote, possui pequenos espinhos e uma ou duas farpas aguçadas e serrilhadas. O veneno é perigoso para os seres humanos.